# Велмбител
Велмбител (њем. Welmbüttel) општина је у њемачкој савезној држави Шлезвиг-Холштајн. Једно је од 115 општинских средишта округа Дитмаршен. Према процјени из 2010. у општини је живјело 467 становника. Посједује регионалну шифру (AGS) 1051125.

## Географски и демографски подаци
Велмбител се налази у савезној држави Шлезвиг-Холштајн у округу Дитмаршен. Општина се налази на надморској висини од 72 метра. Површина општине износи 7,6 km². У самом мјесту је, према процјени из 2010. године, живјело 467 становника. Просјечна густина становништва износи 61 становника/km².